# Giennadij Żylcow
Giennadij Jewgienjewicz Żylcow (ros. Геннадий Евгеньевич Жильцов; ur. 14 czerwca 1964) – radziecki i rosyjski zapaśnik w stylu wolnym. W 1995 roku przez jeden sezon startował dla Uzbekistanu. Srebrny medalista mistrzostw świata w 1991. Brązowy medal mistrzostw Europy w 1993. Trzeci w Pucharze Świata w 1994. Mistrz igrzysk centralnej Azji w 1995 roku.
Mistrz ZSRR w 1991, trzeci w 1988. Trzeci w mistrzostwach WNP w 1992. Mistrz Rosji w 1994, drugi w 1996 i trzeci w 1992 roku.